# Emmanuelle in Space
Emmanuelle in Space – amerykański serial erotyczny z elementami science-fiction z 1994 roku. Fabuła jest luźno oparta na postaci Emmanuelle stworzonej przez Emmanuelle Arsan w latach 60. i występującej w filmach z gatunku softcore zrealizowanych na przestrzeni kilku dekad. Serial został wyprodukowany przez Alaina Siritzky’ego, który był też odpowiedzialny za wiele innych filmów kinowych i telewizyjnych z serii Emmanuelle w latach 90. i 2000.

## Fabuła
Główną postacią jest tytułowa Emmanuelle (Krista Allen), atrakcyjna młoda kobieta, która uczy seksu grupę kosmitów lądujących na Ziemi oraz kapitan Haffron Williams (Paul Michael Robinson), przywódca przybyszów z innej planety. Historia opowiada o pozaziemskiej załodze kosmicznej, która znajduje Emmanuelle na Ziemi i prosi ją o pomoc w zrozumieniu ludzkiej miłości i seksualności.
Podobnie jak w przypadku poprzednich filmów Emmanuelle, seria Emmanuelle in Space zawiera wiele nagości i treści seksualnych. Obecnie różne odcinki Emmanuelle in Space są zazwyczaj sprzedawane w formie pełnometrażowych filmów na DVD i okazjonalnie pojawiają się w stacjach telewizyjnych, takich jak Cinemax.

## Spis odcinków
| Nr odcinka | Tytuł                                                  | Reżyseria           | Scenariusz                                | Data premiery       |
| ---------- | ------------------------------------------------------ | ------------------- | ----------------------------------------- | ------------------- |
| 1          | Queen of the Galaxy (także: Emmanuelle: First Contact) | Lev L. Spiro        | Daryl Haney, Noel Harrison                | 20 czerwca 1994     |
| 2          | A World of Desire                                      | Lev L. Spiro        | Noel Harrison, Emmanuelle Arsan           | 6 lipca 1994        |
| 3          | A Lesson in Love                                       | David Cove          | Emmanuelle Arsan                          | 2 sierpnia 1994     |
| 4          | Concealed Fantasy                                      | Kevin Alber         | Thomas McKelvey, Emmanuelle Arsan         | 27 września 1994    |
| 5          | A Time to Dream                                        | David Cove          | Mark Evan Schwartz, Emmanuelle Arsan      | 9 października 1994 |
| 6          | One Final Fling                                        | Jean-Jacques Lamore | J.C. Knowlton, Emmanuelle Arsan           | 8 listopada 1994    |
| 7          | The Meaning of Love                                    | Brody Hooper        | Thomas McKelvey Cleaver, Emmanuelle Arsan | 12 grudnia 1994     |